# Jeaustin Campos
Jeaustin Campos Madriz (ur. 30 czerwca 1971 w San Isidro) – kostarykański piłkarz występujący na pozycji środkowego pomocnika, reprezentant Kostaryki, trener piłkarski, od 2024 prowadzi honduraski Real España.